# Canon EOS DCS 1
Canon EOS DCS 1 (другое название — Kodak Professional EOS-DCS 1) — цифровой однообъективный зеркальный фотоаппарат, созданный совместно компаниями Kodak и Canon в декабре 1995 года на основе плёночной камеры Canon EOS-1N с прикреплённым цифровым задником. Задник устанавливался вместо съёмной задней крышки фотоаппарата и оснащался ПЗС-матрицей разрешением 6 мегапикселей и размером APS-H. Цена фотоаппарата в момент начала выпуска — 39 000 долларов США.
По сравнению с предыдущей моделью Canon EOS DCS 3 (Kodak Professional EOS-DCS 3) сенсор обеспечивал значительно более высокое разрешение, но быстродействие камеры было значительно ниже. Интервал между съёмкой двух кадров составлял не менее 1,6 секунды. Большинство компьютеров того времени не могли справиться с обработкой 6-мегапиксельного файла. Связь с компьютером осуществлялась через порт SCSI.
Малый физический размер пикселя ухудшал отношение сигнал/шум, снижая светочувствительность сенсора. Поэтому была доступна только чувствительность ISO 80.